# Marketingové komunikace
Marketingové komunikace je termín pro obor i činnosti zabývající se komunikací komerčních i nekomerčních sdělení trhu pomocí marketingových prostředků. Marketingové komunikace se dělily na podlinkové a nadlinkové. Dnes již toto rozdělení splynulo a čím dál tím více se prosazuje personalizovaná komunikace. Neprávem jsou marketingové komunikace zužovány na reklamu.